# Yanis
Al-Amir Abu-l-Fat·h Nàssir-al-Juyuix (o Amir al-Juyuix) Sayf-al-Islam Xàraf-al-Islam Yanis ar-Rumí al-Armaní al-Hafidhí, més conegut simplement com a Yanis, fou un visir fatimita, el quart dels sis visirs musulmans armenis del Califat Fatimita (període 1074-1163).
Era un mameluc del visir al-Àfdal ibn Badr al-Jamalí (mort en 1121, assassinat per orde del califa al-Àmir) que fou nomenat cap dels patges de la guàrdia del califa el 1122/1123. El visir Mamun al-Bataïhí el va fer cap del tresor del califa al-Àmir i després fou camarlenc i comandant en cap; a la mort assassinat del califa al-Àmir el 1130 sense deixar hereus mascles, dos caps militars, Hazarmard i Barghaix, van cridar al príncep Abu-l-Maymun Abd-al-Majid ibn Muhàmmad, cosí del difunt, per exercir la regència, ja que la reina Djiha estava en estat. Va acceptar el càrrec però això va provocar l'hostilitat d'Abu-Alí Àhmad ibn al-Àfdal, conegut com a Kutayfat, fill de l'anterior visir al-Àfdal ibn Badr al-Jamalí.
El mateix dia que Abu-l-Maymun Abd-al-Majid fou proclamat regent, Kutayfat va donar un cop d'estat amb el suport de Barghaix que havia estat eliminat del visiriat i havia canviat de bàndol. Hazarmard fou derrotat i Abu-l-Maymun empresonat. Kutayfat va confiscar els tresors de palau i es va declarar lloctinent de l'imam esperat pels xiïtes imamites; la doctrina ismaïlita fou substituïda per la dels imamites; en aquest temps va néixer el nen at-Tayyi, reconegut com a califa. Els ismaïlites es van organitzar i al cap d'un any, el 8 de desembre de 1131, van fer una contrarevolució amb el suport dels joves partidaris d'al-Àmir, coneguts com els amiriyya, dirigits per Yanis. Kutayfat fou assassinat i Abu-l-Maymun alliberat i retornat a la regència (finalment al cap de pocs mesos un decret (sijil·l) el va proclamar definitivament califa amb el títol d'al-Hàfidh li-din Allah) i Yanis va rebre el càrrec de visir.
Va fer una purga al cos de patges i entre alts dignataris de l'administració i va crear un regiment privat d'esclaus militars coneguts com els yanisiyya. El seu poder es va incrementar durant els nou mesos que va estar al càrrec, fins al punt que al-Hafiz (ja califa) el va considerar perillós i va ordenar el seu assassinat mitjançant enverinat la seva aigua d'ablucions. Yanis va morir el 28 d'octubre de 1132.